# Acacia smeringa
Acacia smeringa, do jedan metar visok uspravan grm koji je domorodan na sjeveru Zapadne Australije uz rijeku Manning i području planine Jameson. Višegodišnja biljka koja raste na plitkim stjenovitim tlima.
A. smeringa pripada porodici mahunarki (Leguminosae) i tribusu Acacieae. Stabljika je prekrivena bijelim dlačicama dugim oko 0.5 mm. a mahuna 3–7.5 cm duga ima 5 do 9 sjemenki. 
Slična je vrsti A. anasilla a srodna s A. lycopodiifolijom. Cvjeta od svibnja do lipnja.

## Vanjske poveznice
- FloraBase